# Alain Charmeau
Alain Charmeau, né le 26 avril 1956, est un dirigeant d’entreprise français. Il occupe depuis janvier 2015 la présidence et le poste de CEO de la nouvelle société Airbus Safran Launchers, issue de l’union de l’activité « lanceurs » des deux groupes Airbus et Safran. Il est également membre du Conseil d’administration d’Arianespace. 

## Formation
Issu d’une famille d’ingénieurs, Alain Charmeau est lui-même ingénieur diplômé de l’ENSAM (École Nationale Supérieure d’Arts et Métiers). Il poursuit sa formation par un Master of Science de l’université de Caltech (États-Unis) avant de revenir en France pour travailler au sein d’Aérospatiale.

## Parcours professionnel
Depuis son origine, le parcours professionnel d’Alain Charmeau se déroule exclusivement dans le monde de l’aéronautique, de l’espace et de la défense.

### Aérospatiale Missiles
En 1980, Alain Charmeau occupe son premier poste au sein d’Aérospatiale Missiles. Il est ingénieur d’études en propulsion et développe son expérience internationale via des détachements prolongés en Allemagne.
Toujours au sein d’Aérospatiale Missiles, il devient Responsable d’affaires en 1987 et assure, dans ce cadre, le pilotage de la phase de démonstration technologique d’un futur système d’armes anti-missile. 
Nommé Ingénieur en chef pour la famille de systèmes anti-char franco-allemand en 1990, il se voit chargé de la modernisation des systèmes HOT et MILAN.
En 1993, il, est promu Directeur de programmes ASTER et préside à la mise en œuvre du premier système d’armes anti-missile européen. Le développement de ce programme se fait en coopération avec l’Italie et le Royaume-Uni. 

### MBDA
De 1998 à 2003, Alain Charmeau est Vice-Président, membre du Comité Directeur et Directeur des programmes système de défense d’Aérospatiale Matra Missiles. En 2001, la société (filiale à 100% d’EADS) fusionne avec les sociétés Matra BAE Dynamics et Alenia Marconi Systems pour former MBDA, un constructeur de missiles leader en Europe.

### Astrium
En 2003, il rejoint la société Astrium lors de l’intégration du secteur spatial d’EADS et prend en charge les programmes de missiles balistiques, notamment des M45 et M51.
Trois ans plus tard, en 2006, il accède à la présidence d’Astrium SAS et à la Direction Générale d’Astrium Space Transportation. 
L’ensemble regroupe les systèmes de dissuasion, les lanceurs spatiaux Ariane et les activités liées à la Station Spatiale Internationale comme ATV ou Columbus.

### Airbus Defence & Space
En 2014, Alain Charmeau occupe le poste de Directeur des opérations chez Space Systems, Airbus Defence & Space.

### Airbus Safran Launchers
De Janvier 2015 à Décembre 2018, Alain Charmeau est Président Exécutif / CEO d’Airbus Safran Launchers, filiale à parts égales du groupe Airbus et du groupe Safran, dont il a mené la création,. Le 1er Juillet 2017, ASL devient ArianeGroup. 
Airbus Safran Launchers a été créé pour regrouper les activités de transport spatial des deux actionnaires, ce qui comprend les lanceurs civils comme Ariane 5 et le futur Ariane 6, les activités de défense comme le système d’armes M51, mais aussi une offre de produits, services et équipements (aujourd’hui, ASL fournit déjà les 20 premiers fabricants de satellites dans le monde).

## Autres mandats
Alain Charmeau est membre du Conseil d’administration d’Arianespace.
De 2013 à 2016, il est Président du Conseil d’administration de l’École des Arts et Métiers (ENSAM).
De 2007 à 2010, Alain Charmeau a également occupé le poste de Président de la Commission Espace du GIFAS.

## Distinctions
- Officier de l'ordre national du Mérite (2019)[6]

- Chevalier de la Légion d'honneur (2015) [7]